# Maillezais
Maillezais este o comună în departamentul Vendée, Franța. În 2009 avea o populație de 962 de locuitori.